# NGC 1771
NGC 1771 ist eine Spiralgalaxie vom Hubble-Typ Sc im Sternbild Dorado am Südsternhimmel. Sie ist schätzungsweise 216 Millionen Lichtjahre von der Milchstraße entfernt und hat einen Durchmesser von etwa 115.000 Lichtjahren.  Gemeinsam mit NGC 1706 und PGC 16670 bildet sie die kleine Galaxiengruppe LGG 125.
Das Objekt wurde am 25. Dezember 1837 von John Herschel entdeckt.